# Districtul El Kala
El Kala este un district din provincia El Tarf, Algeria.